# Перри, Мэттью
Мэ́ттью Лэ́нгфорд Пе́рри (англ. Matthew Langford Perry; 19 августа 1969, Уильямстаун, Беркшир, Массачусетс, США — 28 октября 2023, Лос-Анджелес, Лос-Анджелес, Калифорния, США) — канадо-американский актёр и сценарист, наиболее известный по роли Чендлера Бинга в ситкоме «Друзья» (1994—2004), а также ролям в таких фильмах как «Поспешишь — людей насмешишь» (1997), «Девять ярдов» (2000) и «Папе снова 17» (2009).

## Ранние годы
Мэттью Перри родился в Уильямстауне, Массачусетс 19 августа 1969 года. Его мать, журналистка Сьюзанн Мари Моррисон (урождённая Лэнгфорд), была пресс-секретарём премьер-министра Пьера Трюдо, а отец Джон Беннетт Перри — актёр и бывшая модель. Родители Мэттью развелись, когда будущему актёру не исполнилось и года, и вступили в новые браки. Отчимом Мэттью стал канадский диктор NBC Кит Моррисон, а после переезда к отцу мачехой — Дебби Перри.
Он вырос в Оттаве, Канада, где учился в средней школе Рокклифф-Парк и колледже Эшбери. В детстве занимался большим теннисом и занимал призовые места в соревнованиях юниоров.

## Карьера

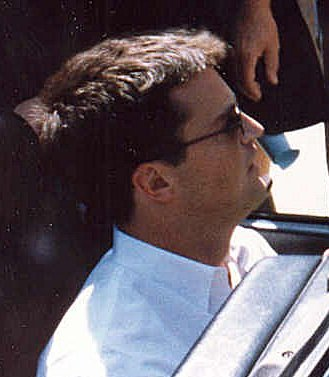
Перри покидает репетицию премии Эмми в 1995 году

В возрасте 15 лет Перри переехал из Оттавы в Лос-Анджелес, чтобы заниматься актёрской профессией, и поступил в школу Бакли в Шерман-Оукс, которую окончил в 1987 году.
В 1987—1988 годах Мэттью играл роль Чезза Рассела в сериале «Второй шанс». После выхода первых 13 серий изменились формат и название шоу: «Второй шанс» стал называться «Мальчишки есть мальчишки», а сюжет сфокусировался на приключениях Чезза и его друзей. Шоу продержалось в эфире только один сезон, и когда оно закончилось, Перри остался в Лос-Анджелесе и получил свою дебютную роль в полнометражном фильме под названием «Одна ночь из жизни Джимми Риардона» (1988). В 1989 году он получил гостевую роль в сериале «Растущая боль», в котором сыграл друга героини Кэрол, умершего в больнице от ран после автомобильной аварии из-за нетрезвого вождения.

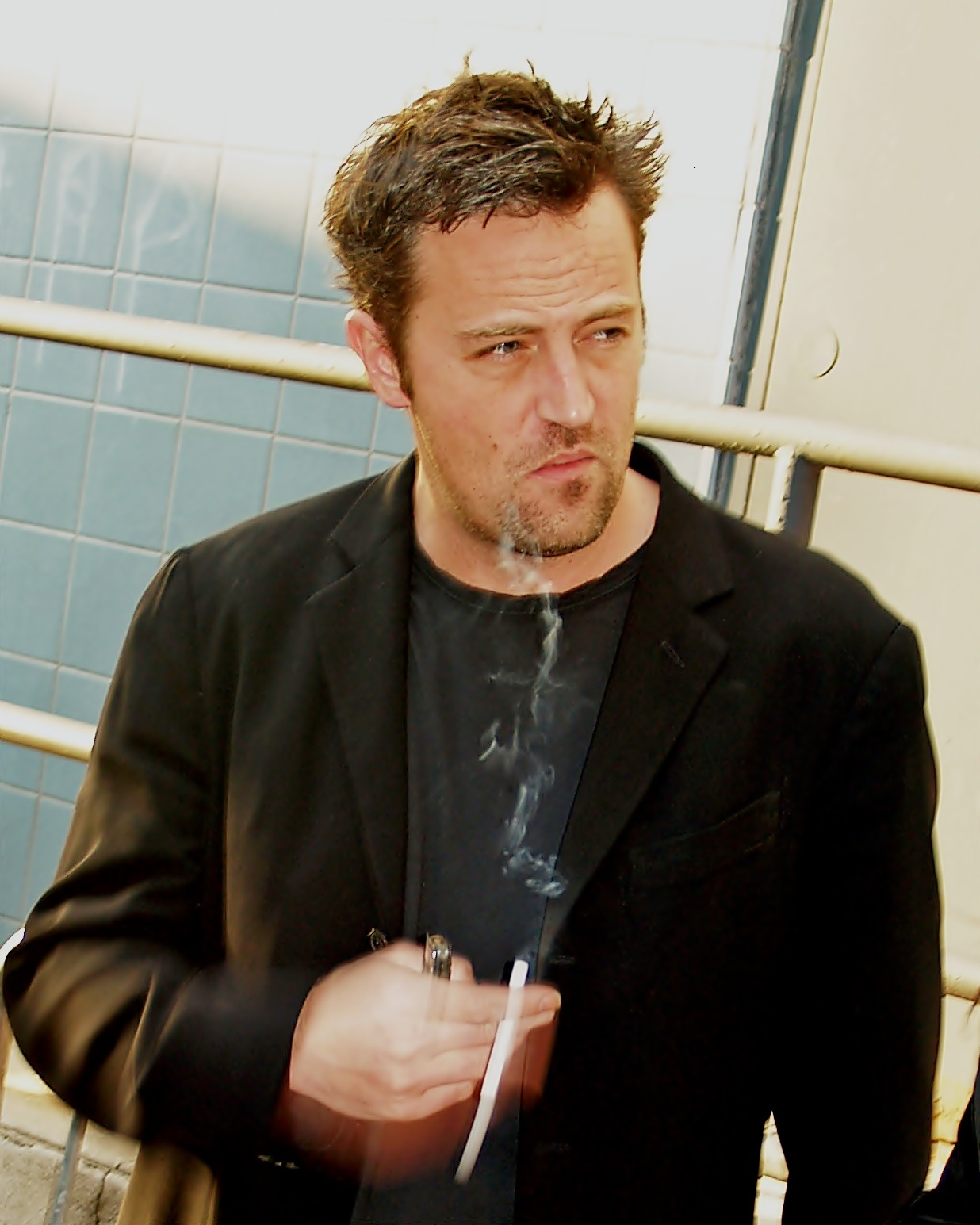
Перри в 2007 году

Мэттью Перри стал по-настоящему известным в 1994 году, когда в эфир вышел ставший впоследствии культовым сериал «Друзья». Благодаря огромной популярности ситкома к 2002 году Перри и остальные актёры сериала зарабатывали по одному миллиону долларов за эпизод. Сериал был закрыт в 2004 году после выпуска десяти успешных сезонов.
Популярность «Друзей» сказалась на востребованности Пэрри: он получал ведущие и главные роли в фильмах «Поспешишь — людей насмешишь» (1997), «Почти герои» (1998), «Танго втроём» (1999), «Мошенники» (2002). Кроме того, в этот период Перри работал и на телевидении: он сыграл гостевые роли в сериалах «Элли Макбил» и «Западное крыло». За роль в последнем актёр был дважды номинирован на премию «Эмми» в категории «Лучший приглашённый актёр в драматическом телесериале».
Ещё большую популярность актёру принесло участие в комедии Джонатана Линна «Девять ярдов» (2000), где он сыграл стоматолога Николаса «Оза» Озерански, жизнь которого изменилась после знакомства с бывшим уголовником и убийцей Джимми «Тюльпаном» Тадески в исполнении Брюса Уиллиса. Спустя четыре года вышло продолжение картины (2004), в котором приняли участие те же самые актёры.
В 2004 году Мэттью Перри дебютировал как режиссёр, поставив одиннадцатый эпизод четвёртого сезона сериала «Клиника», также он исполнил гостевую роль в этом же эпизоде. В 2006 году актёр снялся в драме «История Рона Кларка», в которой он воплотил образ учителя, работающего с трудными подростками. За эту роль Перри был номинирован на престижные премии «Золотой глобус» и «Эмми». В 2006—2007 годах Перри снимался в сериале телеканала NBC «Студия 60 на Сансет-Стрип». В 2007 году актёр снялся в драматической роли в фильме «Беспомощный».
Перри был поклонником серии видеоигр Fallout. В 2009 году в эпизоде шоу Эллен Дедженерес он подарил ей копию Fallout 3. Это побудило игровую студию Bethesda пригласить его для озвучивания игры Fallout: New Vegas.

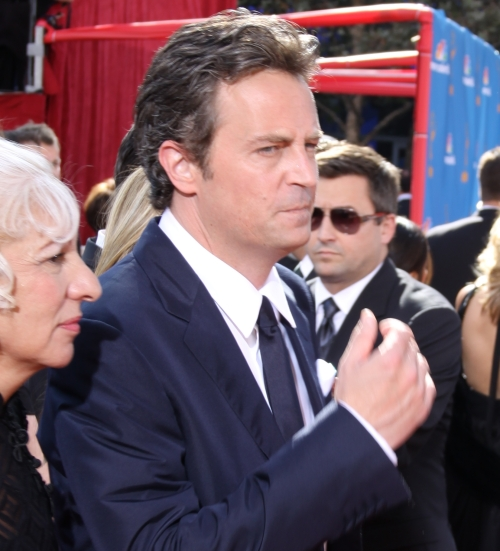
Перри в 2010 году

В 2012—2013 годах Перри играл второстепенную роль Майка Кристивы в юридической драме канала CBS «Хорошая жена». Также актёр принимал участие в таких проектах как «Птицы Америки» (2008), «На старт» (2011) и других. В 2009 году Мэттью Перри снялся в главной роли в кинокомедии «Папе снова 17» в тандеме с Заком Эфроном.
Перри был соавтором, исполнительным продюсером и главным героем ситкома канала ABC «Мистер Саншайн», который выходил в эфир с февраля по апрель 2011 года. В августе 2012 года Перри начал сниматься в роли спортивного комментатора Райана Кинга в ситкоме канала NBC На старт!. Сериал закрыли 10 мая 2013 года.
В 2015—2017 годах Перри снимался в главной роли Оскара Мэдисона в ремейке сериала 1970-х годов «Странная парочка»; вторую главную роль Феликса Ангера исполнил актёр Томас Леннон. В марте 2017 года Перри вернулся к роли Майка Кристивы в спин-оффе сериала «Хорошая жена» под названием «Хорошая борьба». Позднее в том же году он сыграл Теда Кеннеди в сериале «Клан Кеннеди: После Камелота».
В 2018 году издание Business Insider оценило состояние Перри в 80 млн долларов.
В декабре 2020 года Перри приостановил своё участие в видеоплатформе Cameo.
Перри принял участие в специальном выпуске «Друзья: Воссоединение».
В октябре 2022 года в свет вышла автобиографическая книга Перри «Друзья, любимые и одна большая ужасная вещь» (англ. Friends, Lovers, and the Big Terrible Thing). Произведение стало бестселлером как на Amazon, так и в чартах The New York Times.

## Личная жизнь

### Отношения
Перри имел двойное гражданство Канады и США. В 1995 состоял в отношениях с актрисой Ясмин Блит. Перри встречался с актрисой Джулией Робертс в 1995—1996 годах, а также с актрисой Лиззи Каплан в 2006—2012 годах.
В ноябре 2020 года он обручился с литературным агентом Молли Гурвиц. Как сообщалось, они начали встречаться в декабре 2019 года после проведённого вместе Рождества. В июне 2021 года Перри расстался с Гурвиц, в интервью журналу People он сказал: «Иногда что-то просто не получается, и это один из тех случаев. Я желаю Молли всего наилучшего».

### Здоровье
В 1997 году Перри завершил 28-дневную программу лечения викодиновой зависимости. Его вес резко менялся в течение следующих нескольких лет и однажды упал до 66 кг. В 2000 году он потерял 9,1 кг из-за панкреатита. В феврале 2001 года Перри снова попал в реабилитационный центр из-за зависимости от викодина, метадона, амфетаминов и алкоголя. Во время съёмок фильма «Мошенники» у Перри начались сильные боли в животе, он вылетел из Техаса в Лос-Анджелес, чтобы лечь в больницу Даниэля Фримена. Пресс-секретарь Перри Лиза Кастлер подтвердила его пребывание в реабилитационном центре. Позже Перри признался, что из-за своей зависимости он не помнит три года своего пребывания на съёмках сериала «Друзья».
В мае 2013 года Перри получил награду Champion of Recovery от Управления национальной политики по контролю над наркотиками Белого дома за открытие реабилитационного центра Perry House, расположившегося в его бывшем особняке в Малибу, штат Калифорния. Он позже продал дом и закрыл реабилитационный центр в 2015 году.
В августе 2018 года Перри перенёс операцию по причине перфорации желудочно-кишечного тракта.

### Увлечения
Был болельщиком клуба НХЛ «Лос-Анджелес Кингз» и клуба МЛБ «Торонто Блю Джейс».

### Смерть
Перри умер 28 октября 2023 года на 55-м году жизни в своём собственном доме в Лос-Анджелесе. Актёр был обнаружен без сознания в джакузи и признан мёртвым в 16 часов 17 минут. Похоронен 3 ноября 2023 года на кладбище Форест-Лоун в Лос-Анджелесе.
15 декабря 2023 года были обнародованы уточнённые результаты расследования. Согласно им, основной причиной смерти Перри стало «острое воздействие кетамина». Среди способствовавших обстоятельств были названы воздействие бупренорфина, ишемическая болезнь сердца и утопление.
После смерти актёра компания Google изучила статистику и признала его одним из самых популярных актёров по количеству запросов в 2023 году.
В мае 2024 года Департамент полиции Лос-Анджелеса начал расследование, целью которого было выяснить, как Перри получил большую дозу кетамина, ставшую причиной его смерти. 15 августа 2024 года были предъявлены обвинения пяти лицам: личному помощнику Перри, двум врачам и двум наркодилерам (включая телережиссёра Эрика Флеминга), обвиняемым в причастности к распространению кетамина, ставшего причиной смерти Перри и ещё одного человека. Трое признали себя виновными. По словам федерального прокурора США Мартина Эстрады, Перри заплатил двум врачам 55 000 долларов наличными за кетамин за два месяца до своей смерти, а двое — Флеминг и бывший помощник Перри Кеннет Ивамаса — заявили о своей вине в суде. Ивамаса признался, что получил кетамин для Перри и сделал ему инъекцию, а Флеминг сообщил, что получил кетамин от поставщика и передал его Ивамасе для Перри.

## Фильмография
| Год       |     | Русское название                          | Оригинальное название                | Роль                       |
| --------- | --- | ----------------------------------------- | ------------------------------------ | -------------------------- |
| 1979      | с   | Роберт 240                                | 240-Robert                           | Артур                      |
| 1983      | с   | Для новостей это не важно                 | Not Necessarily the News             | Боб                        |
| 1985      | с   | Чарльз в ответе                           | Charles in Charge                    | Эд                         |
| 1986      | с   | Серебряные ложки                          | Silver Spoons                        | Дэви                       |
| 1987      | тф  | Доброе утро, Мэгги                        | Morning Maggie                       | Брэдли Макаллистер         |
| 1987—1988 | с   | Второй шанс                               | Second Chance                        | Чезз Расселл               |
| 1988      | ф   | Одна ночь из жизни Джимми Рирдона         | A Night in the Life of Jimmy Reardon | Фред Робертс               |
| 1988      | тф  | Танцы до рассвета                         | Dance ’Til Dawn                      | Роджер                     |
| 1988      | с   | 10 из нас                                 | Just the Ten of Us                   | Эд                         |
| 1988      | с   | Путь на небеса                            | Highway to Heaven                    | Дэвид Хастингс             |
| 1989      | с   | Пустое гнездо                             | Empty Nest                           | Билл в 18 лет              |
| 1989      | ф   | Создатели тени                            | Shadow Makers                        | Взрывотехник               |
| 1989      | с   | Проблемы роста                            | Growing Pains                        | Сэнди                      |
| 1989      | ф   | Она неуправляема                          | She’s Out of Control                 | Тимоти                     |
| 1990      | с   | Sydney                                    | Sydney                               | Билли Келлс                |
| 1990      | с   | Кто здесь босс?                           | Who’s the Boss?                      | Бенджамин Доусон           |
| 1990      | тф  | Зовите меня Анна                          | Call Me Anna                         | Дези Арназ-младший         |
| 1991      | с   | Беверли-Хиллз, 90210                      | Beverly Hills, 90210                 | Роджер Азариан             |
| 1992      | с   | Как в кино                                | Dream On                             | Алекс Фармер               |
| 1992      | с   | Родня                                     | Sibs                                 | Чез                        |
| 1993      | тф  | Смертельные отношения                     | Deadly Relations                     | Джордж Уэстерфилд          |
| 1993      | с   | Дом свободен                              | Home Free                            | Мэтт Бейли                 |
| 1994      | ф   | Поступление                               | Getting In                           | Рэндолл Бернс              |
| 1994      | тф  | Параллельные жизни                        | Parallel Lives                       | Уилли Моррисон             |
| 1994      | тф  | 2194                                      | L.A.X. 2194                          | Блэйн                      |
| 1994—2004 | с   | Друзья                                    | Friends                              | Чендлер Бинг               |
| 1995      | с   | Шоу Джона Ларрокетта                      | The John Larroquette Show            | Стивен                     |
| 1995      | с   | Каролина в Нью-Йорке                      | Caroline in the City                 | Чендлер Бинг               |
| 1997      | ф   | Поспешишь — людей насмешишь               | Fools Rush In                        | Алекс Уитмен               |
| 1997      | ф   | Почти герои                               | Almost Heroes                        | Лесли Эдвардс              |
| 1999      | ф   | Танго втроем                              | Three to Tango                       | Оскар Новак                |
| 2000      | ф   | Девять ярдов                              | The Whole Nine Yards                 | Николас «Оз» Озерански     |
| 2000      | ф   | Малыш                                     | The Kid                              | мистер Вивиан              |
| 2001      | мс  | Симпсоны                                  | The Simpsons                         | камео                      |
| 2002      | с   | Элли Макбил                               | Ally McBeal                          | Тодд Меррик                |
| 2002      | ф   | Мошенники                                 | Serving Sara                         | Джо Тайлер                 |
| 2003      | с   | Западное крыло                            | The West Wing                        | Джо Куинси                 |
| 2004      | ф   | Девять ярдов 2                            | The Whole Ten Yards                  | Николас «Оз» Озерански     |
| 2004      | с   | Клиника                                   | Scrubs                               | Мюррей Марк                |
| 2005      | кор | Команда из штата Индиана 2: Выпускной год | Hoosiers II: Senior Year             | тренер Норман Дейл-младший |
| 2006      | тф  | История Рона Кларка                       | The Ron Clark Story                  | Рон Кларк                  |
| 2006—2007 | с   | Студия 60 на Сансет-Стрип                 | Studio 60 on the Sunset Strip        | Мэтт Олби                  |
| 2007      | ф   | Беспомощный                               | Numb                                 | Хадсон Милбэнк             |
| 2008      | ф   | Птицы Америки                             | Birds of America                     | Морри Тэнегер              |
| 2008      | ф   | Кончина Стива                             | The End of Steve                     | Стив Ледженд               |
| 2009      | ф   | Папе снова 17                             | 17 Again                             | Майк О’Доннелл в 37 лет    |
| 2010      | ки  |                                           | Fallout: New Vegas                   | Бенни                      |
| 2011      | с   | Дэцкая больница                           | Childrens Hospital                   | камео                      |
| 2011      | с   | Мистер Саншайн                            | Mr. Sunshine                         | Бен Донован                |
| 2012—2013 | с   | Хорошая жена                              | The Good Wife                        | Майк Кристива              |
| 2012—2013 | с   | На старт!                                 | Go On                                | Райан Кинг                 |
| 2014      | с   | Город хищниц                              | Cougar Town                          | Сэм                        |
| 2014      | с   | Плейхаус                                  | Playhouse Presents                   | харизматичный человек      |
| 2015      | с   | Интернет-терапия                          | Web Therapy                          | Тайлер Бишоп               |
| 2015—2017 | с   | Странная парочка                          | The Odd Couple                       | Оскар Мэдисон              |
| 2017      | с   | Хорошая борьба                            | The Good Fight                       | Майк Кристива              |
| 2017      | с   | Клан Кеннеди: После Камелота              | The Kennedys: After Camelot          | Тед Кеннеди                |
| 2021      | ф   | Друзья: Воссоединение                     | Friends: The Reunion                 | камео                      |